# Odoardo Borrani
Odoardo Borrani fue un pintor impresionista italiano, nacido en Pisa el 22 de agosto de 1833 y fallecido en Florencia el 14 de septiembre de 1905.

## Biografía
Alumno de la Accademia di Belle Arti de Florencia, inicialmente se orientó hacia una pintura basada en temas históricos, con una fuerte influencia del Quattrocento florentino.
En el 1853 conoció a Telemaco Signorini en el Caffè dell'Onore, con él y con Cabianca pintando la realidad, se orientó hacia la investigación macchiaiola, se acercó luego a la poética de Silvestro Lega y a partir del 1876 se fue volviendo cada vez más descriptivo. 
Fue uno de los primeros en pintar al aire libre, en los alrededores de Florencia, y luego en los Apeninos, en la zona de Pistoia con Sernesi y en Castiglioncello.

## Obras
- El 26 de abril de 1859 (1861)

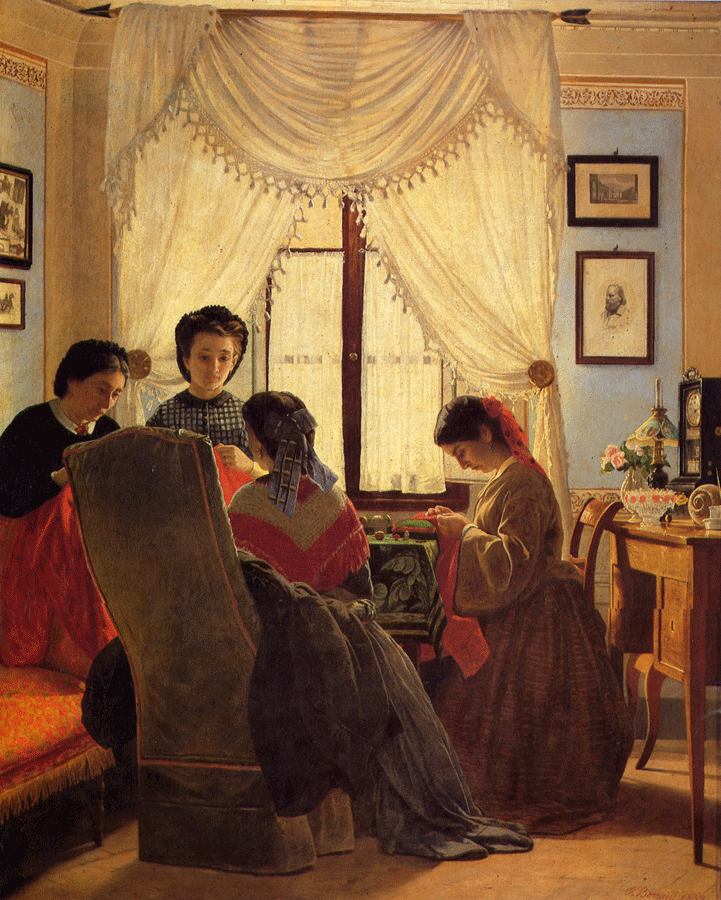
Las Costureras de camisas rojas, 1863, colección privada.

- Costureras de camisas rojas (1863)
- Esperanza perdida (1865)
- Carro rojo a Castiglioncello (1867)
- Huerto a Castiglioncello (1865, aproximadamente)
- El analfabeto (1865)
- Descanso de los albañiles (1869-1870)
- Paseo en el jardín, óleo sobre lienzo, 43.2 x 35.5 cm (1870-1879)
- Una mañana en el torrente Mugnone, óleo sobre tabla, 45 x 78 cm